# 第176回国会
第176回国会（だい176かいこっかい）は、2010年（平成22年）10月1日に召集された臨時国会である。会期は12月3日までの64日間であった。

## 概要
民主党代表選挙で、現職の菅直人候補（内閣総理大臣）が小沢一郎候補を下して再選され、内閣改造を行ったことを受けて本格的な菅政権下で論戦が行われた国会である。
先の尖閣諸島中国漁船衝突事件の発生とそれに伴う日本政府の措置、対応や平成22年度補正予算案などが論戦の対象となったが、郵政改革法案といった菅政権における重要法案の提出や、朝鮮王室儀軌などの文化財の大韓民国への引き渡しを定めた日韓図書協定の承認などは見送られ、本国会における法案成立率は37.8%と過去10年間で最低（日本国憲法下の国会の中でも最低）を記録した。

## 各党・会派の議席数
| 計480、2010年（平成22年）9月30日時点 - 民主党・無所属クラブ - 307 - 自由民主党・無所属の会 - 116 - 公明党 - 21 - 日本共産党 - 9 - 社会民主党・市民連合 - 6 - みんなの党 - 5 - 国民新党・新党日本 - 4 - たちあがれ日本 - 3 - 国益と国民の生活を守る会 - 2 - 各党派に属しない議員 - 5（議長：横路孝弘 - 民主党から離脱、副議長：衛藤征士郎 - 自由民主党から離脱、元民主党2、元自由民主党1） - 欠員 2 | 計242、2010年（平成22年）9月30日時点 - 民主党・新緑風会 - 106 - 自由民主党 - 83 - 公明党 - 19 - みんなの党 - 11 - 日本共産党 - 7 - たちあがれ日本・新党改革 - 5 - 社会民主党・護憲連合 - 4 - 国民新党 - 3 - 各派に属しない議員 - 5（議長：西岡武夫 - 民主党から離脱、副議長：尾辻秀久 - 自由民主党から離脱、沖縄社会大衆党1、幸福実現党1、元自由民主党1） |

### (参考) 与野党別
| 院別   | 与党 | 野党等 | 各派に属さない | 欠員 |     | 過半数 | 全議員の2/3 |
| ------ | ---- | ------ | -------------- | ---- | --- | ------ | ----------- |
| 衆議院 | 311  | 162    | 4              | 3    |     | 240    | 320         |
| 参議院 | 109  | 128    | 5              |      | 122 | 162    |             |

## 今国会の動き

### 召集前
- 9月30日 - 衆議院予算委員会で閉会中審査（中国漁船尖閣諸島沖衝突事件に関する集中審議）。

### 会期中

#### 10月
- 1日 - 召集。開会式。菅直人内閣総理大臣の所信表明演説。
- 6日～7日 - 所信表明演説に対する衆議院の各党代表質問。
- 7日～8日 - 所信表明演説に対する参議院の各党代表質問。

#### 11月
- 15日 - 衆議院本会議にて仙谷由人官房長官、馬淵澄夫国土交通大臣に対する不信任決議案を否決。
- 16日 - 衆議院本会議にて平成22年度補正予算案が民主・社民などの賛成多数で可決・参院へ送付。
- 22日 - 柳田稔法務大臣が辞任（仙谷由人官房長官が後任に指名される）
- 26日
  - 「北朝鮮による韓国・大延坪島砲撃に関する決議案」が衆参両院それぞれで提出され、いずれも全会一致で議決。
  - 「2022年ワールドカップサッカー大会招致に関する決議案」が衆議院に提出されて全会一致で議決。
  - 平成22年度補正予算が成立（参議院で否決されたが、衆議院優越の原則により成立）
  - 参議院本会議にて仙谷由人官房長官に対する問責決議案を可決。
- 27日 - 参議院本会議にて馬淵澄夫国土交通大臣に対する問責決議案を可決。
- 29日 - 第1回帝国議会開会日（1890年）。国会開設120周年の記念式典が参議院本会議場で天皇皇后・秋篠宮夫妻の臨席のもと行われた。

#### 12月
- 1日
  - 11月29日の国会開設120年式典において、民主党の中井洽衆議院予算委員長が秋篠宮夫妻に野次を浴びせたとして、自由民主党、みんなの党、たちあがれ日本が共同で懲罰動議を衆議院に提出。
  - 国会を予定どおり12月3日で閉会させることで与野党が衆議院議院運営委員会にて合意。
- 2日 - みんなの党が岡崎トミ子国家公安委員会委員長の問責決議案を参議院に提出。
- 3日 - 生物多様性保全法、改正国会議員歳費法などが成立。15機関48人の国会同意人事を承認。閉会。